# 吉永義信
吉永 義信（よしなが よしのぶ、1895年10月21日 - 1985年4月3日）は、日本の庭園史家。文化財保護に通算54年の長きにわたって名勝、特に庭園の保存に携わった。広島県出身。

## 人物
1919年（大正8年）第六高等学校（旧制）卒業。1922年（大正11年）東京帝国大学農学部農学科卒業。卒業論文は「大都市における公園墓地」。同年、大学院に進学。原煕に師事。内務省発行名勝調査報告第一集の庭園実測図をすべて担当。同大学農学大学院は1927年（昭和2年）3月まで在籍。
かたわら、内務省から史蹟名勝調査のための委嘱をうけ、調査はその後文部省、文化庁と所轄がわたるが、引き続いて担当、1976年まで、古庭園の調査と指定にあたった。
史蹟名勝天然記念物調査会は昭和3年（1928）から文部省、1950年（昭和25年）から1970年まで保護審議会委員。1968年（昭和43年）文化庁へと移管、1976年（昭和51年）文化財保護審議会第三専門調査会名勝部会長を最後に退任。
1933年（昭和8年）日本造園学会評議員。1940年（昭和15年）農学博士（東京大学）。1943年、日本農学会農学賞受賞。
1943年（昭和18年）から1952年（昭和27年）まで、東京大学農学部講師として同大学で庭園史の講義を開講。
1949年（昭和24年）から1970年（昭和45年）まで、東京都公園審議会委員を務める。
1950年（昭和25年）、東京家政学院短期大学教授就任。
1966年（昭和41年）まで勤め、退職後は同大学名誉教授となる。
1965年、勲四等旭日章。
ほか、名勝部会長などを歴任した。

## 著書
- 『慈照寺庭園の変遷を論ず』（自著, 昭和15年）
- 『日本園芸発達史』（日本園芸中央会. 朝倉書店, 昭和18年）
- 『無量光院跡』（文化財保護委員会埋蔵文化財発掘調査報告;第3, 1954年）
- 『日本の庭園』（彰国社, 1958年）
- 『日本の庭園』（至文堂 (日本歴史新書) , 1958年）
- 『日本庭園の構成と表現』（彰国社, 1962年）
- 『日本文化としての庭園』（丹羽鼎三と共著 誠文堂新光社, 1968年）
- 『考古学講座. 6（新版）』（雄山閣出版, 1970年）
- 『日本庭園史』（小学館, 1985年）
- 『文化財としての古庭園の保存』(<特集>学会50年の回顧と展望、造園雑誌、1977年3月号）
- 『室町時代の庭樹に就いて』（造園雑誌 7(1), 1-12, 1940年3月号）
- 『慈照寺庭園と宮城豊盛との関係』（造園雑誌 5(1), 43-47, 1938年3月号）
- 『栗林公園史考』(東京家政学院大学紀要 (4), 43-51, 1964年12月号）
- 『慈照寺東求堂の床について野地氏に答う』（建築史研究 (6), 45-62, 1951年12月号）
- 『鹿苑寺金閣史雜考』（造園雑誌 13(1), 4-11, 1949年12月号）
- 『大徳寺大仙院書院庭園の復原』（造園雑誌 10(3), 28-31, 1943年12月号）
- 『石庭』（日本及日本人, 1954年11月号）
- 『わが国の中世における刈込について』（造園雑誌, 1952年7月号）
- 『創設時代と現代との醍醐寺三寶院庭園の比較』（造園雑誌, 1936年7月号）
- 『藤原定家と彼の建築・園藝・作庭』（造園雑誌, 1951年9月号）
- 『東求堂の再檢討』（造園雑誌 10(2), 22-33, 1943年9月号）
- 『慈照寺庭園の變遷を論ず(第14回日本農學大會受賞者論文要旨)』（造園雑誌 10(1), 1-2, 1943年6月号）